# Loret Sadiku
Loret Sadiku (* 28. Juli 1991 in Priština, Kosovo) ist ein schwedisch-kosovarischer Fußballspieler. Der im Kosovo im damaligen Jugoslawien geborene Abwehrspieler besitzt neben der schwedischen auch die kosovarische und die albanische Staatsbürgerschaft.

## Karriere

### Verein
Sadiku durchlief seit 2002 die Nachwuchsabteilungen von Hånger IF und IFK Värnamo und schaffte es 2009 bei Letzterem in die Profimannschaft. Nachdem er hier drei Jahre gespielt hatte, wechselte er 2012 zu Helsingborgs IF.
Zur Saison 2014/15 wechselte er in die türkische Süper Lig zum südtürkischen zentralanatolischen Vertreter Mersin İdman Yurdu.
Nachdem Mersin İY zum Sommer 2016 den Klassenerhalt in der Süper Lig verfehlt hatte, wechselte Sadiku am letzten Tag der Sommertransferperiode 2016 zum Ligarivalen Kasımpaşa Istanbul.
Im Februar 2022 wechselte Sadiku zu Hammarby IF in die Allsvenskan. Dort blieb er für zwei Jahre, bevor er im Januar 2024 wieder zu Kasımpaşa zurückkehrte.

### Nationalmannschaft
Sadiku begann seine Nationalmannschaftskarriere 2012 in der schwedischen U-21-Auswahl.
2013 nahm er das Angebot der albanischen Nationalmannschaft an, saß aber bei der entsprechenden Nominierung lediglich auf der Ersatzbank. Seit 2014 spielt Sadiku für die kosovarische Fußballnationalmannschaft.

## Erfolge
Helsingborgs IF
- Schwedischer Supercupsieger: 2012

Persönliche Erfolge
- Kosovarischer Fußballer des Jahres: 2014